# Тодоров, Серафим
Серафим Симеонов Тодоров (род. 6 июля 1969, Пештера, Пазарджикская область) — болгарский боксёр, многократный чемпион мира и Европы, призёр Олимпийских игр, чемпионатов мира и Европы. Последний на данный момент боксёр, побеждавший на ринге Флойда Мейвезера.

## Карьера
В 1995 году Тодоров стал трёхкратным чемпионом мира. На мировом первенстве, проходившем в немецком Берлине, болгарин в 1/16 финала с большим преимуществом победил по очкам Октавиана Цыку (Молдова) (15:2), а на следующей стадии соревнований столь же уверенно прошёл южнокорейского боксёра Чжи Су Ко (18:4). В четвертьфинале Тодоров выиграл у Арнальдо Месы из Кубы (по очкам, 7:5), в полуфинале — у немца Фалька Хусте (по очкам, 15:7). В финальном поединке Серафим взял верх над Нуреддином Меджехудом (Алжир) (по очкам, 10:4) и завоевал золотую награду чемпионата.
В 1996 году Серафим со счётом 10:9 по очкам победил Флойда Мэйуэзера в полуфинале олимпийского турнира по боксу. В финале Серафим проиграл таиландскому боксёру Сомлуку Камсингу и стал серебряным призёром игр.